# Metta World Peace
Metta Sandiford-Artest (chamado anteriormente Ronald William Artest, Jr., Nova Iorque, 13 de novembro de 1979), também conhecido por Ron Artest, é um ex-jogador de basquetebol profissional americano.

## Carreira
World Peace é reputado como um dos principais defensores do basquete atual, ganhando o NBA Defensive Player of the Year Award (Prêmio NBA de Melhor Jogador Defensivo do Ano) em 2004. No entanto, ele é um dos jogadores mais controversos, e é conhecido por ter sido a figura principal do Pacers-Pistons brawl (uma confusão que ocorreu em um jogo em 2004 entre Detroit Pistons e Indiana Pacers, que repercutiu negativamente para os envolvidos, para a NBA e para as autoridades presentes), o que lhe valeu a maior suspensão da história da NBA, 86 jogos.
Em 2010, Metta World Peace foi campeão da NBA pelo Los Angeles Lakers ao bater o Boston Celtics em sete jogos. World Peace foi um dos grandes responsáveis pela vitória do time californiano no jogo 7. Foi o primeiro título da NBA de World Peace.
Em 2011, Ron Artest mudou seu nome legalmente para Metta World Peace, em apoio à paz mundial.
Em 2015, acertou sua volta para o Los Angeles Lakers.

## Estatísticas na NBA

### Temporada regular
| Ano      | Equipe      | PJ  | PT  | MPP  | %TC  | %3P  | %TL  | RPP | APP | ROB | TPP | PPP  |
| -------- | ----------- | --- | --- | ---- | ---- | ---- | ---- | --- | --- | --- | --- | ---- |
| 1999-00  | Chicago     | 72  | 63  | 31.1 | .407 | .314 | .674 | 4.3 | 2.8 | 1.6 | .5  | 12.0 |
| 2000-01  | Chicago     | 76  | 74  | 31.1 | .401 | .291 | .750 | 3.9 | 3.0 | 2.0 | .6  | 11.9 |
| 2001-02  | Chicago     | 27  | 26  | 30.5 | .433 | .396 | .628 | 4.9 | 2.9 | 2.8 | .9  | 15.6 |
| 2001-02  | Indiana     | 28  | 24  | 29.3 | .411 | .215 | .733 | 5.0 | 1.8 | 2.4 | .6  | 10.9 |
| 2002-03  | Indiana     | 69  | 67  | 33.6 | .428 | .336 | .736 | 5.2 | 2.9 | 2.3 | .7  | 15.5 |
| 2003-04  | Indiana     | 73  | 71  | 37.2 | .421 | .310 | .733 | 5.3 | 3.7 | 2.1 | .7  | 18.3 |
| 2004-05  | Indiana     | 7   | 7   | 41.6 | .496 | .412 | .922 | 6.4 | 3.1 | 1.7 | .9  | 24.6 |
| 2005-06  | Indiana     | 16  | 16  | 37.7 | .460 | .333 | .612 | 4.9 | 2.2 | 2.6 | .7  | 19.4 |
| 2005-06  | Sacramento  | 40  | 40  | 40.1 | .383 | .302 | .717 | 5.2 | 4.2 | 2.0 | .8  | 16.9 |
| 2006-07  | Sacramento  | 70  | 65  | 37.7 | .440 | .358 | .740 | 6.5 | 3.4 | 2.1 | .6  | 18.8 |
| 2007-08  | Sacramento  | 57  | 54  | 38.1 | .453 | .380 | .719 | 5.8 | 3.5 | 2.3 | .7  | 20.5 |
| 2008-09  | Houston     | 69  | 55  | 35.5 | .401 | .399 | .748 | 5.2 | 3.3 | 1.5 | .3  | 17.1 |
| 2009-10  | L.A. Lakers | 77  | 77  | 33.8 | .414 | .355 | .688 | 4.3 | 3.0 | 1.4 | .3  | 11.0 |
| 2010-11  | L.A. Lakers | 82  | 82  | 29.4 | .397 | .356 | .676 | 3.3 | 2.1 | 1.5 | .4  | 8.5  |
| 2011-12  | L.A. Lakers | 64  | 45  | 26.9 | .394 | .296 | .617 | 3.4 | 2.2 | 1.1 | .4  | 7.7  |
| 2012-13  | L.A. Lakers | 75  | 66  | 33.7 | .403 | .342 | .734 | 5.0 | 1.5 | 1.6 | .6  | 12.4 |
| 2013-14  | New York    | 29  | 1   | 13.4 | .397 | .315 | .625 | 2.0 | .6  | .8  | .3  | 4.8  |
| 2015-16  | L.A Lakers  | 35  | 5   | 16.9 | .311 | .310 | .702 | 2.5 | .8  | .6  | .3  | 5.0  |
| Total    | Total       | 966 | 838 | 32.4 | .415 | .340 | .716 | 4.6 | 2.7 | 1.8 | .5  | 13.5 |
| All-Star | All-Star    | 1   | 0   | 17.0 | .600 | .000 | .500 | 3.0 | 3.0 | 1.0 | .0  | 7.0  |

### Playoffs
| Ano   | Equipe      | PJ | PT | MPP  | %TC  | %3P  | %TL   | RPP | APP | ROB | TPP | PPP  |
| ----- | ----------- | -- | -- | ---- | ---- | ---- | ----- | --- | --- | --- | --- | ---- |
| 2002  | Indiana     | 5  | 5  | 33.4 | .407 | .462 | .692  | 6.0 | 3.2 | 2.6 | .6  | 11.8 |
| 2003  | Indiana     | 6  | 6  | 42.0 | .389 | .387 | .800  | 5.8 | 2.2 | 2.5 | 1.0 | 19.0 |
| 2004  | Indiana     | 15 | 15 | 38.9 | .378 | .288 | .718  | 6.5 | 3.2 | 1.4 | 1.1 | 18.4 |
| 2006  | Sacramento  | 5  | 5  | 39.6 | .383 | .333 | .696  | 5.0 | 3.0 | 1.6 | .8  | 17.4 |
| 2009  | Houston     | 13 | 13 | 37.5 | .394 | .277 | .714  | 4.3 | 4.2 | 1.1 | .2  | 15.6 |
| 2010  | L.A. Lakers | 23 | 23 | 36.5 | .398 | .291 | .579  | 4.0 | 2.1 | 1.5 | .5  | 11.2 |
| 2011  | L.A. Lakers | 9  | 9  | 31.9 | .443 | .321 | .762  | 4.6 | 2.2 | 1.1 | .8  | 10.6 |
| 2012  | L.A. Lakers | 6  | 6  | 39.3 | .367 | .389 | .750  | 3.5 | 2.3 | 2.2 | .7  | 11.7 |
| 2013  | L.A. Lakers | 3  | 3  | 28.0 | .250 | .143 | 1.000 | 3.7 | 1.7 | .7  | .3  | 6.0  |
| Total | Total       | 85 | 85 | 36.9 | .389 | .308 | .714  | 4.8 | 2.8 | 1.5 | .7  | 13.9 |